# Ciudad del Eterno Verano
Ciudad del Eterno Verano es el apelativo dado en un país a aquella ciudad que, por su clima soleado y de altas temperaturas, a lo largo del año, da la impresión de encontrarse siempre en estío.
Ese apelativo se lo ha ganado, desde los inicios de la república en el Perú, la ciudad de Tumbes, cuyas playas siempre se encuentran visitadas por turistas y nacionales en todas las épocas del año. Esta denominación nació casi junto con la declaración de la independencia de Tumbes, el 7 de enero de 1821, al llegar a esta ciudad la oleada independentista que desembocaría en la Independencia del Perú, el 28 de julio de 1821.